# 阿尔弗雷德·里克
阿尔弗雷德·里克（德語：Alfred Rieck，1914年8月5日—2000年8月14日），德国男子赛艇运动员。他曾代表德国参加1936年夏季奥林匹克运动会赛艇比赛，获得男子八人单桨有舵手铜牌。